# کاتسیارینا شکوراتاوا
کاتسیارینا شکوراتاوا (انگلیسی: Katsiaryna Shkuratava؛ زادهٔ ۱۰ سپتامبر ۱۹۸۷) وزنه‌بردار اهل بلاروس است.